# Likacsosházúak
A likacsosházúak vagy likacsoshéjúak (Foraminifera – latin foramen = lyuk, hézag, fero = hozni, vinni szavakból) egysejtű eukarióta élőlények.
Legfőbb jellemzőik az állábak. Többségüket kalcium-karbonátból álló héj avagy ház borítja. A legtöbb fajuk nem nagyobb 1 mm-esnél, de a legnagyobb ismert fajnak (Syringammina fragilissima) már 19 cm-es egyede is került elő. Körülbelül 275 000 recens és fosszilis fajuk ismert. A mai tengerekben minden mélységben és minden éghajlati övben élnek.

## Rendszerezés
A régebbi rendszertanok a Protista vagy az ezzel többé-kevésbé egyenértékű Protozoa országba, azon belül a gyökérlábúak (Rhizopoda) törzsébe sorolják. Korábban úgy vélték, hogy szoros rokonságban állnak az összes, helyét állábakkal változtató egysejtűvel. Az ilyeneket amőbáknak nevezték el – ez ma már nem rendszertani fogalom, csak gyűjtőnév. A korábban külső hasonlóságuk miatt ide sorolt élőlényeket a genetikai vizsgálatok eredményei alapján a kladisztikus rendszerek több, genetikailag egymástól távol álló csoportba helyezték át. A korszerű rendszertanok a Rhizaria csoportba sorolják, amelyet gyakran önálló országként tartanak számon.
A csoport rendszertani helyzetének megítélése többször változott leírása óta. A legkorábbi rendszerezések rendként hivatkoztak rá Foraminiferida néven. Később a csoportot újradefiniálták osztályként. Egyes újabb rendszertanok ezen is túllépve törzsi rangra emelik a Rhizaria országon belül, a Cercozoa és a Radiolaria törzsek mellett.

## Ökológiai csoportosítás

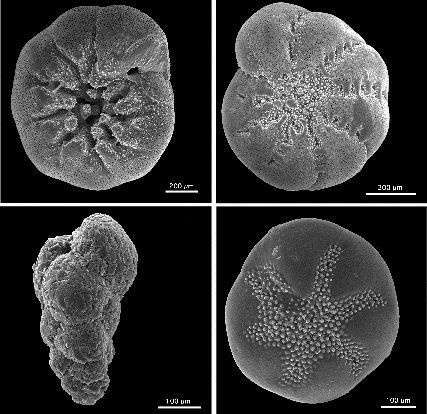
Bentikus foraminiferák

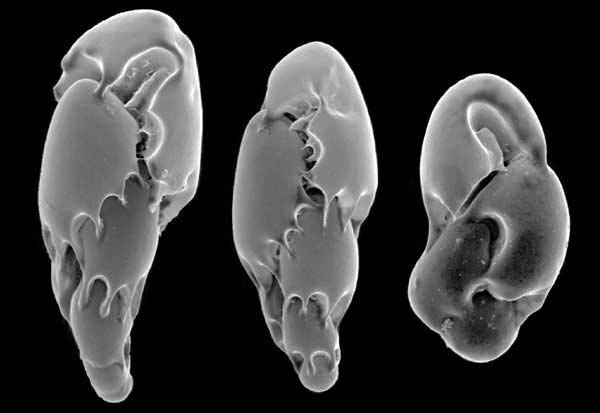
Foraminifera-ház elektronmikroszkópos képe

A foraminiferákat ökológiai szerepük szerint általában négy csoportba sorolják.

### Bentikus fajok
A tengeraljzaton (epibentosz) vagy az aljzatban (inbentosz) élő, vagyis bentikus foraminiferák a fajok számát tekintve a likacsosházúak legnagyobb és legváltozatosabb ökológiai csoportja. Minden mélységben előfordulnak, még a mélytengeri árkok, így a Mariana-árok legmélyén is megtalálhatók.
Az epibentikus fajok lehetnek helyhez kötött (szesszilis) vagy helyváltoztatásra képes (vagilis) életmódúak. A szesszilis formáknak viszonylag szilárd aljzatra van szükségük a megtelepedésre. Jellemzően az állábaikkal rögzítik magukat, de más megoldások is előfordulnak. Habár a szesszilis életmódúak sem teljesen képtelenek a helyváltoztatásra, a vagilis formák jóval gyorsabbak, egyes fajok 12 centimétert is képesek haladni egy óra alatt. Az inbentikus életmódhoz kevésbé tömör aljzat szükséges. Egyes fajok a táplálkozás vagy a szaporodás céljából ássák magukat az iszapba, akár 16 centiméter mélyre – következésképp mindegyikük vagilis.
A bentikus foraminiferák között vannak olyanok, amelyek bizonyos életszakaszukban planktonként élnek, ezt nevezik meroplanktonnak.

### Nagy foraminiferák
Habár bentikusak, külön csoportként kezelik az úgynevezett nagyforaminiferákat. Általában viszonylag nagy méretűek, innen az elnevezés, de nem ez az, ami megkülönbözteti őket. Testükben fotoszintetizáló algáknak adnak otthon, amik tápanyaggal és a vázképzéshez szükséges mésszel látják el őket. Az endoszimbiózis néhány esetben annyira előrehaladott állapotú, hogy csak a kloroplasztiszok találhatók meg a foraminiferában. A zooklorella vagy zooxantella típusú szimbionta algák a citoplazmában élnek, és akár a ház térfogatónak 75 százalékát is kitehetik. Az algákkal való együttélés több rendszertani csoportban függetlenül is kialakult, így a szimbionta algák is többfélék lehetnek: vörösmoszatok, zöldmoszatok, páncélos ostorosok vagy kovamoszatok.
A nagyforaminiferák sekély, meleg (trópusi, szubtrópusi) tengerekben fordulnak elő nagyjából 70 méteres mélységig, ritkán akár 130 méterig. Endoszimbionta algáiknak szükségük van a fényre, ezért házuk átlátszó, és a nem megfelelően megvilágított vizekben nem élnek meg. A tengerekben a fény hiánya jellemzően a vízmélységből adódik, de okozhatja a bentoszt beárnyékoló planktonvirágzás is.

### Planktonikus foraminiferák
Nagyjából ötven ismert recens faj folytat planktonikus életmódot, melyeknek nagy része a Globigerinida rendhez tartozik. Habár a bentikus formákhoz képest kicsi a fajdiverzitásuk, a legnagyobb karbonáttermelőknek számítanak. A jelen tengereiben a teljes karbonátképződés húsz százalékáért felelősek, és ebbéli jelentőségük a fosszilis előfordulásukban is megmutatkozik. A trópusoktól a sarkköri vizekig elterjedtek, különösen a szubtrópusokon nagy a változatosságuk. Leggyakrabban a 10 és 50 méter közötti vízmélységben tartózkodnak, de 800 méterrel a felszín alatt is előfordulnak.

### Édesvízi foraminiferák
A közelmúltig az volt az elterjedt nézet, hogy a likacsosházúak kizárólag tengervízben élnek. Újabb kutatások szerint azonban léteznek édesvízi fajok is. Ezek egy kis részét már régebb óta ismerik, de eredetileg nem foraminiferákként írták le őket. Valószínűsíthető, hogy nagy részüket még nem írták le. Vizsgálatuk még a kezdeteknél tart, ezért nem sokat lehet tudni róluk.

## Őslénytani szerepük
Az Imperforata és a Fusulinida már a kambrium időszak legelejétől ismert.
A sugárállatkákkal együtt planktonikus alakjaik és egyes bentikus nemek kiváló korjelzők, mivel elterjedési területük nagy, élőhelyük nem specifikus és viszonylag fajgazdagok. Egysejtű létükre nagyok, könnyen felismerhetők; helyenként kőzetalkotó mennyiségben fordulnak elő. Tipikusan ilyenek a legnagyobb ismert egysejtűek, a Syringammina fragilissima vagy a Nummulites nemzetség fajai. A hagyományos, bányászott írókréta is nagyrészt (akár 99%-ban) foraminiferák házaiból áll, és ilyen módon ők a kréta korszak névadói.
Fajszámuk több kihalási esemény alkalmával drasztikusan megfogyatkozott. A perm-triász határon a Fusulinida halt ki két szakaszban. A kréta-paleogén határon több csoportjuk is kihalt, de utána az eocénben nagy virágzásnak indultak.
Egyes nemzetségeik perzisztensek: az egyik legkezdetlegesebb egykamrás, a Saccamina a szilurtól napjainkig ismert.

## A ház felépítése

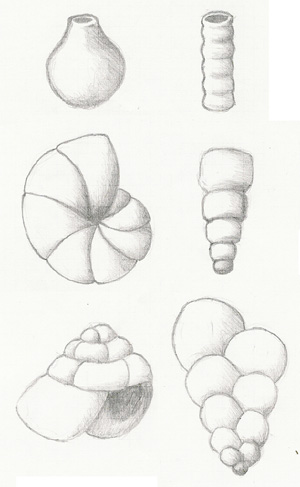
Néhány Foraminifera-háztípus kamraelrendeződés szerint (balról jobbra, fentről lefelé): egykamrás, egyszerű soros, involut planispirális, növekvő soros, trochospirális, alternálóan többsoros (növekvő és szögben csatlakozó kamrák)

A foraminiferák többsége szilárd vázat képez, ami védelmet biztosít, szilárdít, és ezzel lehetővé teszi, hogy az egysejtűek között rendkívül nagynak számító élőlények is kifejlődhessenek, valamint a szaporodásban is szerepe van. A váz kamrákra (loculus) tagolódik, amiket a kamraválaszfalak (septum) választanak el egymástól. A kamraválaszfalak és a külső váz találkozásánál, a külső felszínen található vonal vagy barázda az úgynevezett kamravarrat (sutura). A külvilág felé pórusok és egy vagy több nagyobb szájadék (apertura) nyílik. A váz anyaga, rétegzettsége, a kamrák elrendeződése, a szájadék alakja és helyzete alapján számos típus különböztethető meg.

### A váz anyaga és szerkezete
A legtöbb foraminifera szilárd vázat képez, ezek az alábbi fő típusokba sorolhatók:
- Tektinváz: A vázat tektin építi fel, amelyre üledékszemcsék lazán tapadhatnak. Jellemző csoport: Allogromiida.
- Agglutinált váz: A váz szilárd üledékszemcsékből épül fel, amiket szerves, meszes vagy vas-oxidos kötőanyag cementál össze. Egyes foraminiferák nem kifejezetten válogatósak a szemcsék milyenségét tekintve, mások viszont kizárólag egy-egy meghatározott szemcsetípusra specializálódtak. Például vannak olyanok, amelyek csak bizonyos szivacstűket, mások csak mágnesezett szemcséket használnak fel a vázépítéshez. Jellemző csoport: Textulariida.
- Porcelánváz: A vázat kalcit és szerves kötőanyag építi fel (nincs köze a porcelánhoz). Két rendezett kalcitrétegből, és a kettő közötti teret kitöltő szerves mátrixból és az abban rendezetlenül elhelyezkedő kalcitkristályokból áll. Jellemző csoport: Miliolida.
  - Ilyen felépítésű a Miliamellus nemzetség váza, azzal a különbséggel, hogy abban karbonát helyett szilikát (opál) található. A hasonlóság miatt eredetileg a nemzetséget szintén a Miliolida rendbe helyezték, ma azonban a Silicoloculinida rendbe sorolják.
- Mikrogranuláris váz: A váz apró kalcitszemcsékből áll. Jellemző csoport: Fusulinida.
- Hialinváz: A váz hialinból és a benne ülő karbonátkristályokból áll. A karbonát leggyakrabban kalcit, de egyes csoportoknál aragonit. Jellemző csoportok: Globigerinida, Involutinida, Robertinida, Rotaliida, Spirillinida.

A váz porozitása szerint lehet perforált (pórusos) vagy imperforált (pórus nélküli).
Habár a likacsosházúak túlnyomó többsége rendelkezik vázzal, néhányuk váz nélküli. Ilyenek a Monothalamea és azon belül a Xenophyophorea, melyeket éppen azért a régebbi rendszertanok nem soroltak a likacsosházúak közé.

### A kamrák elrendeződése
Házuk egy vagy több kamrából áll. A többkamrás fajok kamráinak válaszfala mindig lyukacsos, innen ered a törzs neve. A kamrák egy vagy több sorban, rétegeben, vagy csigaházszerűen feltekeredve állnak. Többkamrás házban mindig csak a legutolsó a lakott. Az evolut háztípusnál minden kanyarulat látszik. Ezzel szemben az  involut ház esetében a kamrák spirálisan egymásra épülnek, a későbbi kamrák beborítják a korábbiakat. E nagyon bonyolult szerkezetű házak a paleozoikumra jellemzőek, majd az eocénben tűnnek fel újra (például az Alveolina és a Nummulites nemzetségeknél).

## Fordítás
- Ez a szócikk részben vagy egészben  a   Foraminiferen című német Wikipédia-szócikk ezen változatának fordításán alapul.  Az eredeti cikk szerkesztőit annak laptörténete sorolja fel. Ez a jelzés csupán a megfogalmazás eredetét és a szerzői jogokat jelzi, nem szolgál a cikkben szereplő információk forrásmegjelöléseként.